# إد أسكيو
إد أسكيو (بالإنجليزية: Ed Askew)‏ هو رسام ومغن مؤلف وملحن أمريكي، ولد في 1940 في ستامفورد في الولايات المتحدة.

## وصلات خارجية
- إد أسكيو على موقع ميوزك برينز (الإنجليزية)
- إد أسكيو على موقع ديسكوغز (الإنجليزية)